# Macrozamia cranei
Macrozamia cranei är en kärlväxtart som beskrevs av David Lloyd Jones och Paul Irwin Forster. Macrozamia cranei ingår i släktet Macrozamia och familjen Zamiaceae. IUCN kategoriserar arten globalt som starkt hotad. Inga underarter finns listade i Catalogue of Life.